# Condiciones para la admisión a la Internacional Comunista
Las condiciones para la admisión a la Internacional Comunista, popularmente conocidas como las 21 condiciones o los 21 puntos, eran los puntos ideológicos y organizativos que debía aprobar todo partido u organización que quisiese adherirse a la Internacional Comunista. Estas condiciones fueron aprobadas durante el II Congreso Mundial de la Internacional Comunista, celebrado el 30 de julio de 1920. Algunas de estas condiciones establecían, por ejemplo:
- Romper totalmente con los reformistas y su expulsión (condiciones 2ª, 7ª y 21.ª).
- Combinar el trabajo legal con el ilegal (condición 4.ª).
- Denunciar tanto el "social-patriotismo" como el "social-pacifismo" (condición 6ª).
- Crear una organización clandestina paralela a la legal (condición 3ª).
- Apoyar todo movimiento de liberación de las colonias del propio país (condición 8.ª).
- Atacar a la "Internacional" de sindicatos "amarillos" de Ámsterdam (condición 10.ª).
- Organizar el partido con base en los principios del centralismo democrático (condición 12.ª).
- Apoyar incondicionalmente a todas las Repúblicas Soviéticas (condición 14.ª).
- Que todo partido miembro debía llamarse: "Partido Comunista de <País> (sección de la Internacional Comunista)" (condición 17.ª).

## Documento
Condiciones para la admisión a la Internacional Comunista

El primer congreso de la Internacional Comunista no formuló ninguna condición precisa para la admisión de los partidos a la Tercera Internacional. Cuando el primer congreso fue convocado, en la mayoría de los países solamente había corrientes y grupos comunistas.

El segundo congreso de la Internacional Comunista se reúne en circunstancias distintas. Actualmente en la mayor parte de los países no hay solamente corrientes y grupos comunistas, sino partidos y organizaciones comunistas.

A menudo se formula la petición de admisión a la Internacional Comunista por parte de partidos y grupos que hasta hace poco pertenecían todavía a la Segunda Internacional, pero que en realidad no se han convertido en comunistas. La Segunda Internacional ha quebrado definitivamente. Los partidos con una posición intermedia y los grupos centristas, al darse cuenta de que la Segunda Internacional es del todo irrecuperable, intentan encontrar apoyo en la Internacional Comunista, que cada vez es más fuerte. Pero a la vez que hacen esto esperan mantener una "autonomía" suficiente que les permita continuar la vieja política oportunista o "centrista". La Internacional Comunista, en cierta medida, se está poniendo de moda.

El deseo de algunos de los principales grupos "centristas" de adherirse a la Internacional Comunista es una prueba indirecta del hecho de que ésta se ha ganado las simpatías de la inmensa mayoría de los trabajadores conscientes del mundo entero y de que se está convirtiendo en una fuerza cada vez más poderosa.

Sobre la Internacional Comunista se cierne el peligro de una contaminación de elementos inestables e indecisos que todavía no han repudiado completamente la ideología de la Segunda Internacional.

Además, en alguno de los partidos más consistentes (Italia, Suecia, Noruega, Yugoslavia, etc.) en los que la mayoría se ha adherido al punto de vista comunista, persiste todavía una corriente reformista y socialpacifista que espera solamente el momento propicio para volver a levantar la cabeza y empezar el sabotaje activo de la revolución proletaria, ayudando de esta manera a la burguesía y a la Segunda Internacional.

Ningún comunista debe olvidar la lección de la revolución húngara. El proletariado húngaro ha pagado un carísimo precio por la fusión de los comunistas húngaros con los socialdemócratas llamados de "izquierda".

Por eso el segundo congreso de la Internacional Comunista juzga necesario formular con absoluta precisión las condiciones para la admisión de nuevos partidos, e indicar a los partidos que ya se han adherido los deberes que tienen.

El segundo congreso de la Internacional Comunista pone las siguientes condiciones de adhesión a la Internacional Comunista:

1.-  Toda la actividad de propaganda y agitación debe ser de naturaleza auténticamente comunista y conforme al programa y a las decisiones de la Internacional Comunista. Toda la prensa de partido debe estar bajo la dirección de comunistas de mucha confianza que hayan dado prueba de devoción a la causa del proletariado. La dictadura del proletariado no debe ser considerada simplemente como una fórmula de uso corriente para repetirla mecánicamente, hay que propugnarla de un modo que haga comprensible su necesidad a cualquier obrero u obrera común, a cualquier soldado o campesino, partiendo de los hechos de sus vidas cotidianas, los cuales nos tienen que servir continuamente como argumento en nuestra prensa.

Los periódicos y demás publicaciones, así como todas las editoriales del partido, deben estar completamente subordinadas al presidium del partido, independientemente del hecho de que en un momento dado el partido sea legal o clandestino. No se puede permitir que las editoriales abusen de independencia y desarrollen una línea política que no esté en absoluta armonía con la línea política del partido.

En los artículos de la prensa, en las asambleas públicas, en los sindicatos y en las cooperativas, donde quiera que los adherentes a la Internacional Comunista estén presentes, es necesario denunciar, sistemática e implacablemente, no sólo a la burguesía, sino también a sus servidores, los reformistas de cualquier tipo.

2.-  Cualquier organización que quiera adherirse a la Internacional Comunista debe quitar por norma a reformistas y centristas de todos los cargos de responsabilidad dentro del movimiento obrero (organizaciones de partido, comités de redacción, sindicatos, grupos parlamentarios, cooperativas, órganos de gobierno locales, etc.) y sustituirlos con comunistas probados, incluso aunque, sobre todo al inicio, sea necesario sustituir oportunistas "expertos" por simples trabajadores de base.

3.-  En casi todos los países de Europa y América la lucha de clase está entrando en la fase de la guerra civil. En esta situación los comunistas no pueden de ninguna manera depender de la legalidad burguesa. Estos están obligados a crear por todas partes una organización clandestina paralela que en el momento decisivo ayudará al partido a cumplir su deber con la revolución. En todos los países en los que los comunistas no están en condiciones de operar legalmente, a causa del estado de sitio o de leyes de excepción, es absolutamente necesario combinar la actividad legal con la clandestina.

4.-  Dentro del deber de divulgar las ideas comunistas merece mención especifica el desempeño de dicho deber en el ejército, con una actividad de propaganda sistemática y enérgica. Allí donde tal labor de agitación se vea impedida por las leyes de excepción, hay que llevarla a cabo clandestinamente. El rechazo a desempeñar semejante tarea equivaldría a repudiar el deber revolucionario y es incompatible con la pertenencia a la Internacional Comunista.

5.-  Es necesario hacer un trabajo de agitación sistemático y programado en el campo. La clase obrera no puede consolidar su victoria si no se asegura, por medio de su propia línea política, el apoyo del proletariado rural y de al menos una parte de los campesinos más pobres, así como la neutralidad de parte de la población rural restante. Actualmente la actividad comunista en las zonas rurales está adquiriendo una importancia de primer orden. Es necesario llevarla a cabo principalmente con la ayuda de los trabajadores comunistas de la ciudad y del campo que tengan relación estrecha con éste. El descuidar este trabajo o abandonarlo en las manos de los nada fiables semireformistas equivale a renunciar a la revolución proletaria.

6.-  Todo partido que quiera pertenecer a la Internacional Comunista tiene la obligación de desenmascarar no solamente al socialpatriotismo declarado, sino también la falsedad y la hipocresía del socialpacifismo, de hacer ver sistemáticamente a los trabajadores que sin el abatimiento revolucionario del capitalismo ninguna corte internacional de arbitraje, ningún acuerdo para la limitación de armamento, ninguna reorganización "democrática" de la Sociedad de las Naciones, podrá impedir nuevas guerras imperialistas.

7.-  Los partidos que quieran adherirse a la Internacional Comunista tienen la obligación de reconocer la necesidad de una ruptura completa y absoluta con el reformismo y con la línea política de "centro", y de propugnar todo lo que se pueda esta ruptura entre los propios miembros. Sin esto no es posible ninguna línea política coherentemente comunista.

La Internacional Comunista exige rotunda y categóricamente que tal ruptura se produzca lo antes posible. La Internacional Comunista no puede permitir que oportunistas tristemente famosos como Turati, Modigliani, Kautsky, Hilferding, Hillquit, Longuet, MacDonald, etc., tengan el derecho de pasar por miembros de la Internacional Comunista. Esto no podría dejar de llevar a la Internacional Comunista a un estado de ruina similar al de la Segunda Internacional.

8.-  Los partidos comunistas de países en los que la burguesía está en posesión de colonias y oprime otras naciones es necesario que tengan una actitud particularmente explícita y clara sobre la cuestión de las colonias y los pueblos oprimidos. Todo partido que quiera formar parte de la Internacional Comunista tiene la obligación de desenmascarar los trucos y engaños de sus "propios" imperialistas en las colonias, de apoyar no solo de palabra sino con hechos todo movimiento de liberación en las colonias, de pedir que los imperialistas de su país sean expulsados de tales colonias, de infundir en los trabajadores de su propio país una actitud de verdadera fraternidad con los trabajadores de las colonias y los pueblos oprimidos, y de hacer sistemáticamente una labor de propaganda entre las tropas de su propio país para que no colaboren con la opresión de los pueblos coloniales.

9.-  Todo partido que quiera pertenecer a la Internacional Comunista debe desarrollar una actividad sistemática y duradera en los sindicatos, en los consejos obreros y en los comités de empresa, en las cooperativas y en las otras organizaciones de masa de trabajadores. Se necesita constituir dentro de dichas organizaciones células comunistas que por medio de un trabajo constante e infatigable conquisten para la causa del comunismo a los sindicatos, etc. En su labor cotidiana las células tienen que dar a conocer en todas partes las traiciones de los socialpatriotas y la irresolución de los centristas. Las células comunistas deben estar completamente subordinadas al conjunto del partido.

10.- Todo partido que pertenezca a la Internacional Comunista tiene la obligación de entablar una lucha inexorable contra la "Internacional" de Ámsterdam de sindicatos amarillos. Debe difundir con todo vigor entre los sindicalistas la necesidad de una ruptura con la Internacional amarilla de Ámsterdam. Debe hacer todo lo posible por apoyar a la Asociación internacional de sindicatos rojos, asociada a la Internacional Comunista, actualmente en vía de formación.

11.- Los partidos que quieran adherirse a la Internacional Comunista tienen la obligación de someter a revisión los componentes de sus grupos parlamentarios y destituir a todos los elementos desleales, de hacer que tales grupos estén subordinados al presidium del partido no solo de palabra sino en los hechos, exigiendo que cada parlamentario individual comunista subordine toda su actividad a los intereses de una propaganda y una agitación auténticamente revolucionarias.

12.- Los partidos que pertenezcan a la Internacional Comunista deben basarse en el principio del centralismo democrático. En el momento actual de dura guerra civil el Partido comunista sólo podrá realizar su cometido si su organización está lo más centralizada posible, si se impone dentro de ella una disciplina férrea y si el centro dirigente del partido, apoyado en la confianza de sus miembros, tiene fuerza y autoridad y se le dota de los más amplios poderes.

13.- Los partidos comunistas de los países en los que los comunistas operan en la legalidad de vez en cuando deben emprender un trabajo de depuración (reinscripción) entre los miembros del partido para desembarazarse de todos los elementos pequeños burgueses que se hayan infiltrado.

14.- Todo partido que quiera adherirse a la Internacional Comunista tiene la obligación de apoyar incondicionalmente todas las repúblicas soviéticas en la lucha contra las fuerzas contrarrevolucionarias. Los partidos comunistas deben llevar a cabo una propaganda explícita para impedir el envío de municiones a los enemigos de las repúblicas soviéticas; además deben realizar una labor de propaganda, con todos los medios, tanto legales como ilegales, entre las tropas enviadas a sofocar las repúblicas obreras.

15.- Los partidos que todavía mantienen los viejos programas socialdemócratas tienen la obligación de someterlos a revisión lo antes posible, y de redactar, teniendo en cuenta las condiciones particulares de su país, un nuevo programa comunista que esté en conformidad con las decisiones de la Internacional Comunista.

Como norma el programa de cada partido perteneciente a la Internacional Comunista debe ser ratificado por un congreso regular de la Internacional Comunista o por el Comité Ejecutivo. Si el programa de un partido no obtuviese la ratificación del Comité Ejecutivo de la Internacional Comunista, el partido en cuestión tiene el derecho de apelar al congreso de la Internacional Comunista.

16.- Todas las decisiones de los congresos de la Internacional Comunista, así como las decisiones de su Comité Ejecutivo, son vinculantes para todos los partidos pertenecientes a la Internacional Comunista. La Internacional Comunista, que opera en una situación de dura guerra civil, debe tener una estructura mucho más centralizada que la de la Segunda Internacional. Naturalmente la Internacional Comunista y su Comité Ejecutivo deben tener en cuenta en todas sus actividades la diversidad de situaciones en las que se encuentra cada partido para luchar y actuar, y deben tomar decisiones vinculantes para todos únicamente cuando tales decisiones sean posibles.

17.- En este sentido, todos los partidos que quieran adherirse a la Internacional Comunista deben cambiar de nombre. Todo partido que quiera pertenecer a la Internacional Comunista debe llamarse: Partido Comunista de tal o cual país (sección de la Internacional Comunista). El hecho del nombre no es solamente una cuestión formal, sino una cuestión exquisitamente política y de gran importancia. La Internacional Comunista ha declarado la guerra a todo el mundo burgués y a todos los partidos de la socialdemocracia amarilla. La diferencia entre los partidos comunistas y los viejos partidos "socialdemócratas" o "socialistas" oficiales, que han traicionado la bandera de la clase obrera, debe hacerse comprensible para cualquier simple trabajador.

18.- Todos los principales órganos de prensa de partido de todos los países tienen la obligación de publicar todos los documentos oficiales importantes del Comité Ejecutivo de la Internacional Comunista.

19.- Todos los partidos pertenecientes a la Internacional Comunista y los que han hecho la petición de admisión tienen la obligación de convocar lo antes posible, y en cualquier caso dentro de los cuatro meses siguientes al segundo congreso de la Internacional Comunista, un congreso extraordinario para examinar todas estas condiciones de admisión. Por este motivo todas las centrales de partido deben comprobar que las decisiones del segundo congreso de la Internacional Comunista han sido comunicadas a todas las organizaciones locales.

20.- Los partidos que ahora quieren entrar en la Internacional Comunista, pero que no han cambiado todavía radicalmente su vieja estrategia, antes de entrar en la Internacional Comunista deben hacer que su comité central y todos los organismos dirigentes centrales estén compuestos por no menos de dos tercios de compañeros que ya antes del segundo congreso propugnaran públicamente e inequívocamente la entrada de su partido en la Internacional Comunista. Se pueden hacer excepciones con el consenso del Comité Ejecutivo de la Internacional Comunista. El Comité Ejecutivo de la Internacional Comunista también tiene el derecho de hacer excepciones en el caso de los representantes centristas mencionados en el párrafo 7.

21.- Los miembros del partido que rechacen como principio las condiciones y tesis elaboradas por la Internacional Comunista deben ser expulsados del partido.

Lo mismo es válido en especial para los delegados a los congresos extraordinarios.